# Stawell, Somerset
Stawell är en ort och civil parish i Storbritannien.   Den ligger i grevskapet Somerset och riksdelen England, i den södra delen av landet, 200 km väster om huvudstaden London. Stawell ligger 18 meter över havet och antalet invånare är 386.
Terrängen runt Stawell är platt. Runt Stawell är det ganska tätbefolkat, med 160 invånare per kvadratkilometer. Närmaste större samhälle är Taunton, 19,6 km sydväst om Stawell. Trakten runt Stawell består i huvudsak av gräsmarker.